# Museu del Calçat i de la Indústria
El Museu del Calçat i de la Indústria és un museu municipal situat a Inca (Mallorca) obert el 2010 i reinaugurat a finals del 2018. El Museu explica la història del calçat i de les seves indústries auxiliars a Mallorca des del segle xiii fins al present. Està ubicat al pavelló de dependències generals del que va ser caserna d'infanteria de l'Exèrcit, conegut pel nom del General Luque, edificat entre 1909 i 1922 segons el projecte de l'arquitecte mallorquí Francesc Roca i Simó, amb remodelacions finals de l'arquitecte de la Diputació Guillem Reynés Font.
Abasta un espai d'àmplies dimensions compost per dues plantes rectangulars: a la inferior es troba la recepció, les oficines, un taller d'elaboració de calçat, el magatzem i arxiu i un espai destinat a les exposicions temporals; i la superior alberga en la seva totalitat l'exposició permanent, composta per eines preindustrials, maquinària industrial, fotografies, dissenys, una col·lecció de sabates fabricades a Mallorca, revistes de moda, publicitat, obres d'art i curiositats relacionades amb el món de la sabata.

## Història
La possibilitat de crear un museu sobre la fabricació del calçat és una idea que planteja per primera vegada Guillem Rosselló Bordoy en les III Jornades d'Estudis Locals d'Inca (1996). Però no serà fins al 2003 quan l'Ajuntament d'Inca s'encarregarà el disseny d'un projecte museològic a un equip de la Universitat de les Illes Balears, un pla que, no arribarà a ser executat. El Museu va ser finalment inaugurat el 2 de juny de 2010, i reinaugurat el 30 de novembre de 2018 amb un nou pla museogràfic, un nou nom (que substitueix l'antic nom Museu del Calçat i de la Pell) i un discurs geogràfic més ampli (d'Inca s'amplia a l'illa de Mallorca).
En el nou Museu, reinagurat a finals del 2018, la comunitat ha desenvolupat un paper clau, participant en la construcció de la nova exposició i tenint un paper fonamental en les activitats que es desenvolupen. Cada un dels objectes d'aquest, donats de manera gratuïta per persones i empreses, forma part de la identitat de la comarca del Raiguer, que ha tingut el calçat com a eix central de la seva història econòmica recent.

## Exposicions
A la planta de baix del Museu s'hi troba la peça del mes (presentada mensualment per antics treballadors/dores del calçat) i l'exposició temporal (renovada quatrimestralment). Els darrers anys han exposat temporalment en el Museu artistes com Rafa Forteza, Albert Pinya, Antoni Socías, Reskate Studio, Liudmila López o Juanjo Salas.
A la primera planta s'hi troba l'exposició permanent, que conta la història del calçat i de les seves indústries auxiliars a l'illa de Mallorca des del segle xiii fins a l'actualitat i pretén "emocionar, educar i informar el visitant. Aquesta està dividida en vàries seccions: un breu recorregut històric del calçat; l'elaboració artesanal i semimanual; del procés de mecanització fins a l'actualitat (on s'exemplifica amb el procés de fabricació del calçat Goodyear); les indústries auxiliars del calçat; les persones, l'associacionisme i l'oci on s'inclou un homenatge als sabaters i sabateres de la zona; una mostra de sabates cedides per AFACA amb un mapa de Mallorca on se situen les tendes de les fàbriques que continuen actives; el disseny i la moda; la publicitat; la Wunderkammer o càmera de les meravelles (del calçat) on es troben diferents curiositats i obres d'art vinculades al calçat; i la Sabateca, l'espai educatiu del Museu.